# Йоаким III Берски и Негушки
Йоаким (на гръцки: Ιωακείμ) е гръцки духовник, митрополит на Цариградската патриаршия.

## Биография
Роден е в 1696 година на Хиос. Първоначално е митрополит на Паронаксийската епархия, а по-късно е преместен начело на Драмската. Йоаким е споменат като митрополит в Драма в 1720 година. Отново е споменат като глава на Драмска епархия през февруари 1721 година, но е заменен през август същата година от Партений I Драмски.
От 1726 до 1746 година Йоаким оглавява Берската и Негушка епархия. В 1728 година възстановява катедралната църква „Св. св. Петър и Павел“. Също така обновява „Свети Димитър“ и стенописите в „Света Богородица Палеофоритиса“ (Пантанаса).
Името му е запазено в надпис над западната врата на катедралата. Името му се споменава и в два надписа от 1736 и 1744 година в храма „Свети Атанасий“ в унищоженото в Негушкото въстание от 1822 година село Дурмани (Ντουρμάνι). Споменат и в надписа под ктенохиса „Христос Цар на царете“ от 1728 година в катедралата в Бер. Два надписа с името му име и в село Костохори - единият е в енорийския храм „Свети Апостоли“, а другият в малкия по-късен параклис извън селото „Преображение Господне“.
В 1746 година е преместен като митрополит в Ефес.
- Ктиторски надписи с името на Йоаким
- „Св. св. Петър и Павел“ в Бер, 1728 г.
- „Преображение Господне“ в Костохори, 1745 г.
- „Св. св. Петър и Павел“ в Костохори, 1745 г.